# Saint-Priest-de-Gimel
Saint-Priest-de-Gimel is een gemeente in het Franse departement Corrèze (regio Nouvelle-Aquitaine) en telt 461 inwoners (2005). De plaats maakt deel uit van het arrondissement Tulle. In de gemeente ligt spoorwegstation Corrèze.

## Geografie
De oppervlakte van Saint-Priest-de-Gimel bedraagt 17,9 km², de bevolkingsdichtheid is 25,8 inwoners per km².
De onderstaande kaart toont de ligging van Saint-Priest-de-Gimel met de belangrijkste infrastructuur en aangrenzende gemeenten.

## Demografie
Onderstaande figuur toont het verloop van het inwonertal (bron: INSEE-tellingen).